# Urban Lindgren
Urban Lindgren (* 18. April 1973 in Morjärv) ist ein ehemaliger schwedischer Skilangläufer.

## Werdegang
Lindgren, der für den Piteå Elit startete, debütierte im Januar 1995 in Östersund im Weltcup und belegte dabei den 56. Platz über 30 km Freistil. Seine ersten Weltcuppunkte holte er im Dezember 1998 in Davos mit dem 18. Platz über 30 km klassisch. In der Saison  1999/2000 kam er neunmal in die Punkteränge. Dabei erreichte er in Oslo mit dem siebten Platz über 50 km klassisch und den fünften Rang im Sprint seine besten Einzelplatzierungen im Weltcup. Die Saison beendete er auf dem 35. Platz im Gesamtweltcup, auf dem 20. Rang im Langdistanzweltcup und auf dem 19. Platz im Sprintweltcup. Bei den Nordischen Skiweltmeisterschaften 2001 in Lahti gewann er die Silbermedaille mit der Staffel. Zudem errang er den 25. Platz über 15 km klassisch und den 14. Platz über 30 km klassisch. Im März 2001 wurde er beim Weltcup in Falun Zweiter mit der Staffel. In seiner letzten aktiven Saison 2001/02 siegte er mit der Staffel in Davos und belegte in Kuopio den zweiten Rang. Bei den Olympischen Winterspielen 2002 in Salt Lake City kam er auf den 17. Platz über 15 km klassisch und auf den 13. Rang mit der Staffel.
Lindgren wurde im Jahr 1999 schwedische Meister, mit der Staffel von Piteå Elit. Im folgenden Jahr siegte er über 30 km.

## Weltcup-Gesamtplatzierungen
| Saison    | Gesamt | Gesamt | Langdistanz | Langdistanz | Sprint | Sprint |
| Saison    | Punkte | Platz  | Punkte      | Platz       | Punkte | Platz  |
| --------- | ------ | ------ | ----------- | ----------- | ------ | ------ |
| 1998/99   | 21     | 63.    | 21          | 38.         | –      | –      |
| 1999/2000 | 165    | 35.    | 69          | 20.         | 67     | 19.    |
| 2000/01   | 64     | 58.    | –           | –           | 1      | 77.    |
| 2001/02   | 28     | 89.    | –           | –           | –      | –      |